# Asiafroneta
Genre
Asiafroneta est un genre d'araignées aranéomorphes de la famille des Linyphiidae.

## Distribution
Les espèces de ce genre sont endémiques de Malaisie orientale.

## Liste des espèces
Selon World Spider Catalog (version 21.0, 07/04/2020) :
- Asiafroneta atrata Tanasevitch, 2020
- Asiafroneta pallida Tanasevitch, 2020

## Publication originale
- Tanasevitch, 2020 : Asiafroneta, a new genus of the spider subfamily Mynogleninae, with two new species from Borneo, East Malaysia (Araneae: Linyphiidae). Raffles Bulletin of Zoology, vol. 68, p. 56-61 (texte intégral).